# Radio Universidad Nacional de La Plata
LR11 Radio Universidad Nacional de La Plata es una radio argentina perteneciente a la Universidad Nacional de La Plata. Fue inaugurada el 5 de abril de 1924 como elemento de divulgación científica y extensión universitaria, y se trata de la primera radio universitaria del mundo.
La emisora tiene su sede, desde 2019, en el Centro de Producción Multimedial del remodelado edificio Sergio Karakachoff, en calle 48 entre avenida 7 y calle 6, en La Plata, capital de la provincia de Buenos Aires, luego de que sus estudios funcionaran durante décadas en un inmueble de plaza Rocha 133.

## Historia

### Orígenes

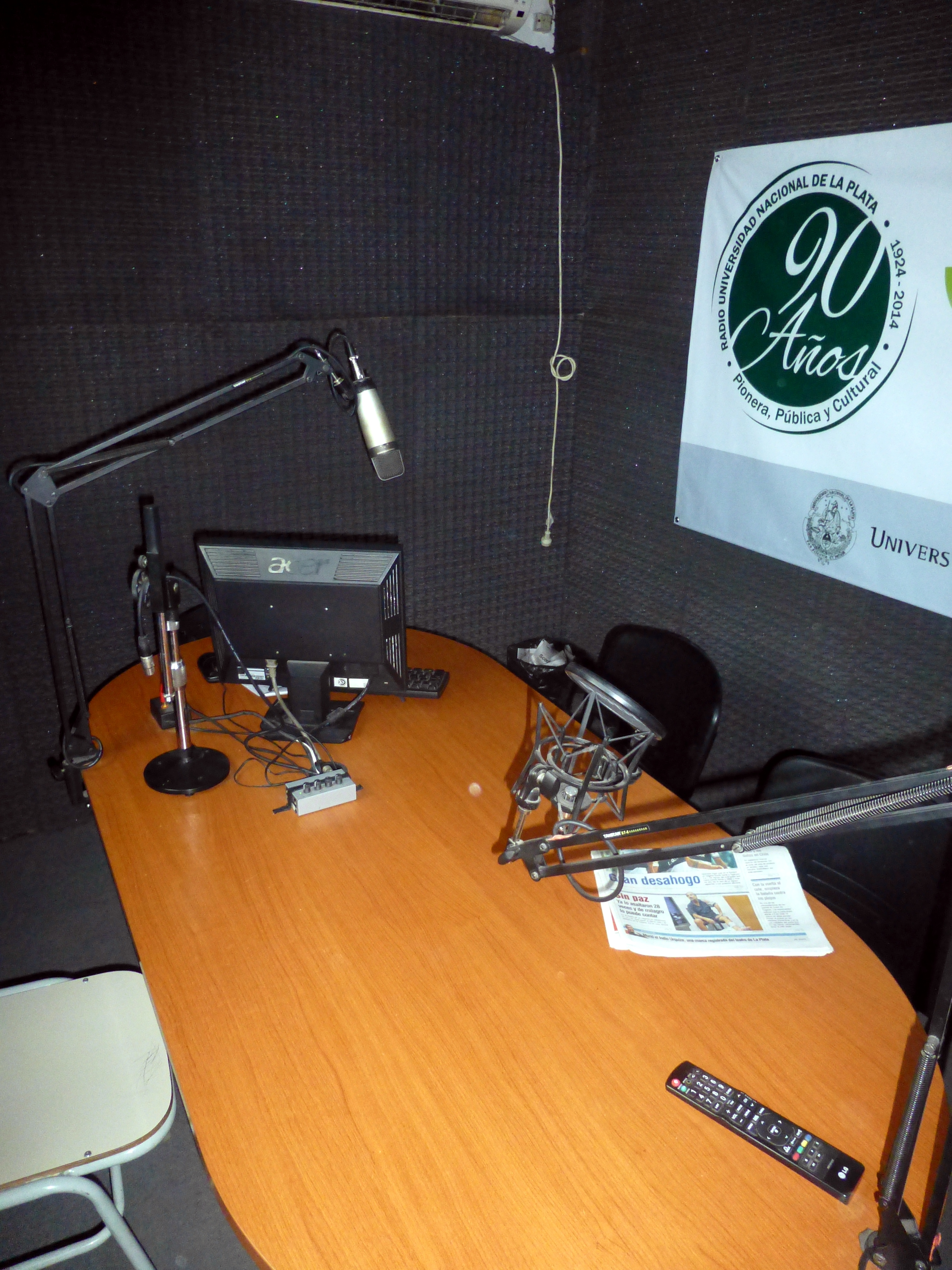
Estudios de transmisión ubicados en la ciudad de La Plata.

El 22 de noviembre de 1923, durante una sesión del Consejo Superior, el entonces presidente de la Universidad Nacional de La Plata, Benito Nazar Anchorena, presentó el proyecto para la creación de la emisora, solicitando su aprobación con el argumento de que el mismo tendría la ventaja de completar la obra de "extensión universitaria" y "cultura artística", vinculando a la universidad con el medio social en el que vive. Ese mismo mes se puso al aire, en forma de prueba, la primera radio universitaria del mundo.
Radio Universidad Nacional de La Plata fue inaugurada oficialmente el 5 de abril de 1924, en el salón de actos del Colegio Nacional Rafael Hernández, en conjunto con la apertura formal del ciclo lectivo de ese año. La ceremonia, encabezada por el presidente de la casa de estudios, se realizó en memoria del fundador y primer presidente de la UNLP, Dr. Joaquín Víctor González. El Dr. Benito Nazar Anchorena destacó en su fundamentación acerca del novedoso emprendimiento que: 

"A la Universidad de La Plata le corresponde la iniciativa de haber empleado una estación radiotelefónica no sólo como excelente elemento de enseñanza e investigación para la Radiotécnica sino también para fines de divulgación científica, o sea, como elemento de extensión universitaria (...). De tal modo, al par que desarrolla una obra completa de difusión cultural, sirve para vincular más aún la Universidad con el medio social en que actúa, devolviendo con ventaja al país el esfuerzo que la Nación realiza para sostenerla."

Al principio la radio funcionó con el indicativo LOP en una longitud de onda de 425 metros y en una frecuencia de 685 kHz. La planta transmisora también estaba ubicada en los terrenos del tradicional colegio, en donde se habían acondicionado dos aulas y el salón de actos para el funcionamiento de la radio. Años después, el 21 de septiembre de 1927, cambió su identificación por la LT2 y más tarde, el 16 de abril de 1934, tomo la sigla definitiva de LR11 y se le adjudicó la frecuencia de 1390 kHz.
El sistema de transmisión contaba con una antena que poseía una potencia nominal de 1000 wats. Debido a esta característica y a su factor de radiación favorable, la emisora tenía un alcance muy grande, que llegó, en los años inmediatamente posteriores a su fundación, a los puntos más apartados de Argentina y a muchos países vecinos. Se difundieron todas las conferencias de extensión universitaria y de cultura artística que tenían lugar en las diversas dependencias de la UNLP, como así también audiciones y conciertos que la Casa de Altos Estudios organizaba.
En 1933, el entonces titular de la Universidad, Dr. Ricardo Levene, creyó necesario llevar a cabo una restructuración para mejorar la programación de la radio de la universidad, considerando que «si bien se ha utilizado para difundir las conferencias, discursos y conciertos de muchos actos públicos, aún no ha sido puesta al servicio de un plan orgánico que permita cumplir la 'extensión universitaria', que es una forma amplia de cultura». Por lo tanto, se creó una Comisión de Transmisiones por Radiotelefonía para organizar dicho plan en todas las ramas del saber y del arte, la cual fue presidida por el mismo Levene y contó con la participación de todas las dependencias y facultades de la UNLP. A la nueva programación se le incorporó una revista oral de y para los niños, que fue pensada para funcionar conjuntamente con una biblioteca infantil, la cual se crearía a partir de esa misma iniciativa. También se realizó un ciclo histórico abreviado de la ópera en diversos países y una serie de transmisiones sobre danzas y canciones de Argentina. Paralelamente a este mejoramiento a nivel de contenidos, se invirtió en equipamiento para dar mayor potencia a la estación y modernizar el aparato transmisor, que había sido construido en 1925 y, para ese entonces, se encontraba en malas condiciones. Los nuevos equipos fueron realizados en la Facultad de Ciencias Físico-Matemáticas.

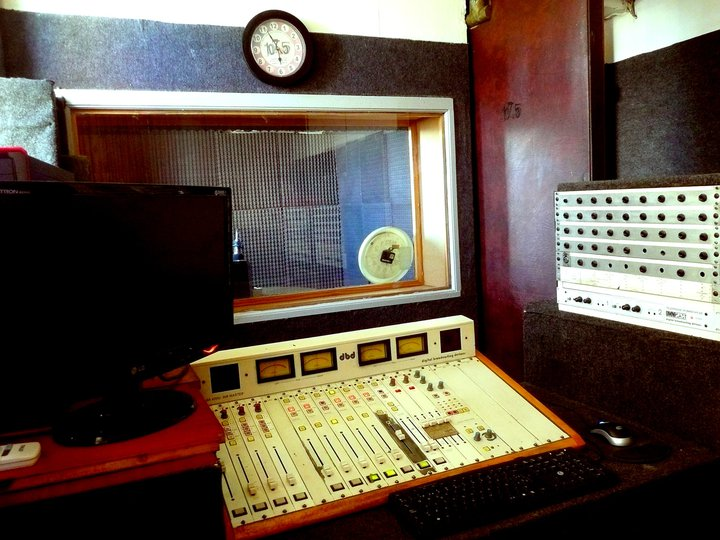
Consola de la radio.

El 16 de abril de 1934, la emisora universitaria tomó la sigla LR11 y se adjudicó la frecuencia 1390 kHz. En 1936, se difundieron 249 conferencias de Extensión Universitaria, dictadas por profesores de la UNLP, y más de quince actos oficiales y audiciones musicales. La dirección técnica de la estación estuvo ejercida por el personal dependiente de la Facultad de Ciencias Físico-Matemáticas.
Para el año 1940 funcionaban en todo el país más de 50 estaciones de radio, 14 de ellas localizadas en la ciudad de Buenos Aires. n junio de 1944, Radio Universidad de La Plata suspendió sus transmisiones por decisión del gobierno nacional de Edelmiro Julián Farrell.
En 1953 el Congreso Nacional durante la presidencia de Juan Domingo Perón, promulgó la primera Ley de Radiodifusión 14.241. Jóvenes técnicos de la universidad, llevaron la inquietud al jefe de la Oficina de Prensa sobre la importancia de que la casa de estudios contara nuevamente con su propia radiodifusora. Fue así que entre todos persuadieron al profesor Carlos Ignacio Rivas, entonces interventor de la Universidad: se reconstruyó el equipo transmisor y se reparó el equipamiento con el objetivo de reiniciar las transmisiones de radio.
El 6 de septiembre de ese año, a las 20hs, la onda de Radio Universidad de La Plata se expandió nuevamente por el aire en forma experimental. Los aplausos se multiplicaron entre técnicos, profesores y trabajadores de la Oficina de Prensa. De esta manera, reiniciaba sus transmisiones regulares una de las estaciones de radio más antiguas del país.Con la radio nuevamente en el aire, la Presidencia de la universidad decidió reestructurarla y darle una organización estable.
La reanudación oficial de las transmisiones ocurrió la noche del 13 de septiembre de 1948 y en cadena con LRA Radio del Estado y la Red Argentina de Radiodifusión, cuando se difundió el acto inaugural del Día de la Provincia, dedicado al Estado bonaerense, que involucró un ciclo de conferencias, del cual las últimas cuatro fueron transmitidas desde el Teatro Argentino de la ciudad de La Plata. Durante este período, la radio transmitió numerosos actos públicos. 
Su actividad aumentó con el transcurso de los meses. El 5 de octubre de ese mismo año, los micrófonos de Radio Universidad se instalaron en la localidad de Quilmes, para transmitir una conferencia dada por el entonces interventor de la universidad. Pocos días después, el 16 de octubre, junto a Radio del Estado y una cadena optativa de emisoras, se transmitió desde el salón de actos de la Escuela Superior de Bellas Artes de la UNLP, la ceremonia de inauguración de la Cátedra de España, con la presencia de Eva Perón.
En La Plata, una ceremonia simbólica fervorosamente saludada por la prensa, fue el retiro de las verjas que rodeaban el edificio de la universidad. Allí también estuvo presente la radio, pronunciándose a favor de la decisión por la cual «se entregaban al pueblo los claustros universitarios».
La radio se había convertido nuevamente en un ámbito activo de desarrollo de iniciativas y había recobrado su vitalidad, al mismo tiempo que la comunicación se instituía como un espacio decisivo para el acontecer de la vida universitaria.
Como corolario de aquel fructífero 1948 para una emisora que había recuperado su entidad, el 31 de diciembre de 1948, a las 21hs. Se realizó una transmisión extraordinaria de la que participaron Juan Domingo Perón, entonces Presidente de la Nación; el secretario de Educación, Oscar Ivanissevich; el Coronel Domingo Mercante, gobernador de la provincia de Buenos Aires; y Carlos Rivas, presidente de la UNLP; quienes expusieron sus ideas sobre el futuro de la universidad argentina.
Durante sus primeros años de existencia, la radio estuvo abocada a la transmisión de conferencias y, ocasionalmente, el inicio de los ciclos lectivos. Esto implicaba que en algunasocasiones, se pusiera al aire sólo una conferencia por año. Pero a partir de este año, Radio Universidad empezó a transmitir primero durante 2 horas diarias, y más tarde se agregó una hora más. Se difundían discos de música clásica, algunas noticias de la universidad y también misceláneas.
También es en este año que la radio se muda al primer piso del edificio de la biblioteca de la UNLP, frente a la plaza Rocha, y se instala en la residencia que hasta entonces ocupaba el casero del establecimiento. 
Durante la dictadura de 1955-1958 hubo miles de expulsados de la Universidad Nacional de la Plata tras el golpe del 55, la dictadura de Pedro Eugenio Aramburu expulsó 4000 docentes que fueron cesanteados por intermedio del decreto 6403 y otras medidas similares, por intermedio del decreto 4161 se prohibió mencionar hechos históricos so pena de cesantía, entre las medidas represivas aplicadas contra la universidad se llevó a cabo el cierre de la radio. Sufriendo la censura impuesta a los medios de comunicación.

### Década de 1960
Durante los primeros años de la década de 1960, un momento de florecimiento cultural en nuestro país y en el mundo,[cita requerida] Radio Universidad tuvo su «Pequeña Galería de Arte», en la que expusieron artistas plásticos como Nelson Blanco, Hugo de Marziani y Rubén Elosegui, entre otros.
Durante este período, la radio se había volcado exclusivamente a la difusión cultural. Se emitía música de cámara, oberturas y danzas, y tenía su espacio el Cuarteto de Cuerdas de la Universidad. De lunes a viernes, a las 20:30, se ponía al aire un panorama de diez minutos de duración vinculado a diferentes expresiones artísticas: los lunes un panorama de la ciencia, a cargo de Carlos María Areta, los martes de la plástica, conducido por Julio Sager, los miércoles del teatro, en la voz de Carlos Adam, los jueves de libro, realizado por Elba Ethel Alcaraz y Mario Porro, y los viernes un panorama del cine conducido por Carlos A. Fragueiro y Oscar N. Montauti.
También abundaban propuestas sobre poesía y cuentos, sobre géneros musicales como el jazz y el tango, sobre obras literarias latinoamericanas. Existían audiciones que ofrecían informaciones bibliográficas provenientes de la biblioteca de la universidad y programas musicales y de divulgación cultural de las colectividades alemana, griega, israelita, italiana, francesa, paraguaya y peruana. Los sábados y domingos, a partir de las 21 y hasta el cierre de las transmisió, 23 hs., se difundían obras clásicas, conciertos, sinfonías y sonatas, en los espacios Concierto del sábado y Concierto del domingo. Además, de lunes a viernes a las 22, se transmitían boletines culturales de cinco minutos de duración y los jueves a las 21 salía al aire Sala de Conferencias, un programa de registros del equipo móvil de la radio. Durante 1963, todos los miércoles a las 21, se emitía Testimonios, un programa de entrevistas, de diez minutos, realizado por David Graiver. 
Luego vinieron etapas más oscuras en las que la emisora de la Universidad de La Plata sufrió, junto con el país, los golpes de Estado y la censura que las dictaduras impusieron a los medios de comunicación. Fue víctima de la política de desinformación que aplicaron los gobiernos de facto. Durante largos períodos, la programación de LR11 se limitó a emitir conciertos.

### Democracia
En 1983 con la llegada de la democracia comenzó una nueva etapa para Radio Universidad, tanto en su faz técnica como en su programación. Se incorporaron las agencias Télam y DyN al servicio informativo.

En 1988 se adquirió el primer móvil, que se inauguró oficialmente el 19 de noviembre cubriendo los festejos por el aniversario de la ciudad de La Plata. Así mismo, se solicitó al Comité Federal de Radiodifusión que asignara un canal en la banda de 88 a 108 MHz, con la intención de dotar a Radio Universidad de una frecuencia modulada. 

#### Nace FM Universidad

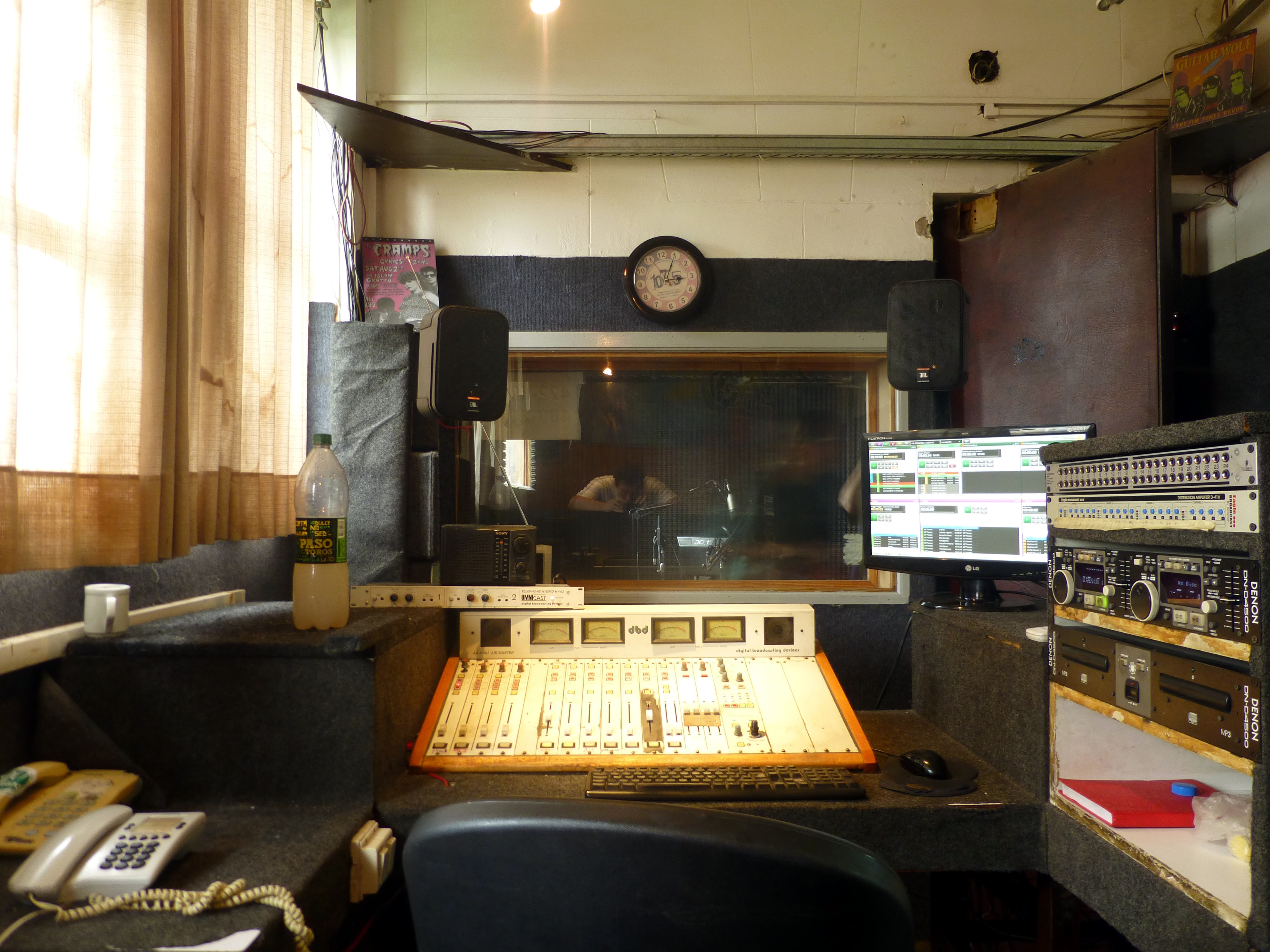
Panel de control de la FM.

El 15 de junio de 1989 se autorizó a la emisora a instalar y poner en funcionamiento un servicio de FM en la frecuencia 107.5 MHz. El 1 de noviembre de ese mismo año se inauguró oficialmente FM Universidad. El desafío era producir una radio destinada a los jóvenes estudiantes que llegaban desde todos los puntos del país para iniciar su vida universitaria en la ciudad de La Plata.
Con el tiempo, la FM de Universidad se transformó en un espacio abierto a la producción cultural local en todas sus formas y expresiones: bandas de rock, músicos, escritores, actores, productores de teatro y cine, revistas, libros y publicaciones tienen su espacio en el aire de esta señal joven. «Esta emisora y el rock platense viven una simbiosis que se parece más bien a un romance. La música se integra con otras disciplinas culturales (teatro, cine, literatura, bellas artes) y la comunidad estudiantil de La Plata encuentra en Radio Universidad un lenguaje en común, apoyo para sus artistas y sorpresas».
En La Plata y alrededores, logró consolidar un nuevo concepto en materia de comunicación radiofónica. El espíritu de Universidad 107.5 es acompañar la movida vinculada a la cultura joven y alternativa de la ciudad, otorgándole un lugar central al género del rock como expresión que conecta a las distintas disciplinas.

#### Vínculo con otras radios universitarias
En julio de 1998 nace ARUNA, la Asociación de Radios Universitarias Nacionales Argentinas, de la cual Radio Universidad de La Plata es una de las socias fundadoras.
Uno de los propósitos fundacionales de ARUNA es afianzar los principios y derechos que garanticen la existencia de una radiodifusión de origen universitario, libre y estable al servicio del país, que defienda los ideales democráticos y normas constitucionales que regulan la vida de la Nación y que estimule la cultura nacional y regional en todas sus expresiones.
Desde sus inicios, ARUNA desarrolla un trabajo de fortalecimiento y promoción de las radios universitarias argentinas. Constituida como interlocutor frente a los organismos estatales que regulan la radiodifusión nacional, hoy agrupa a 42 emisoras universitarias de todo el país.

#### Internet

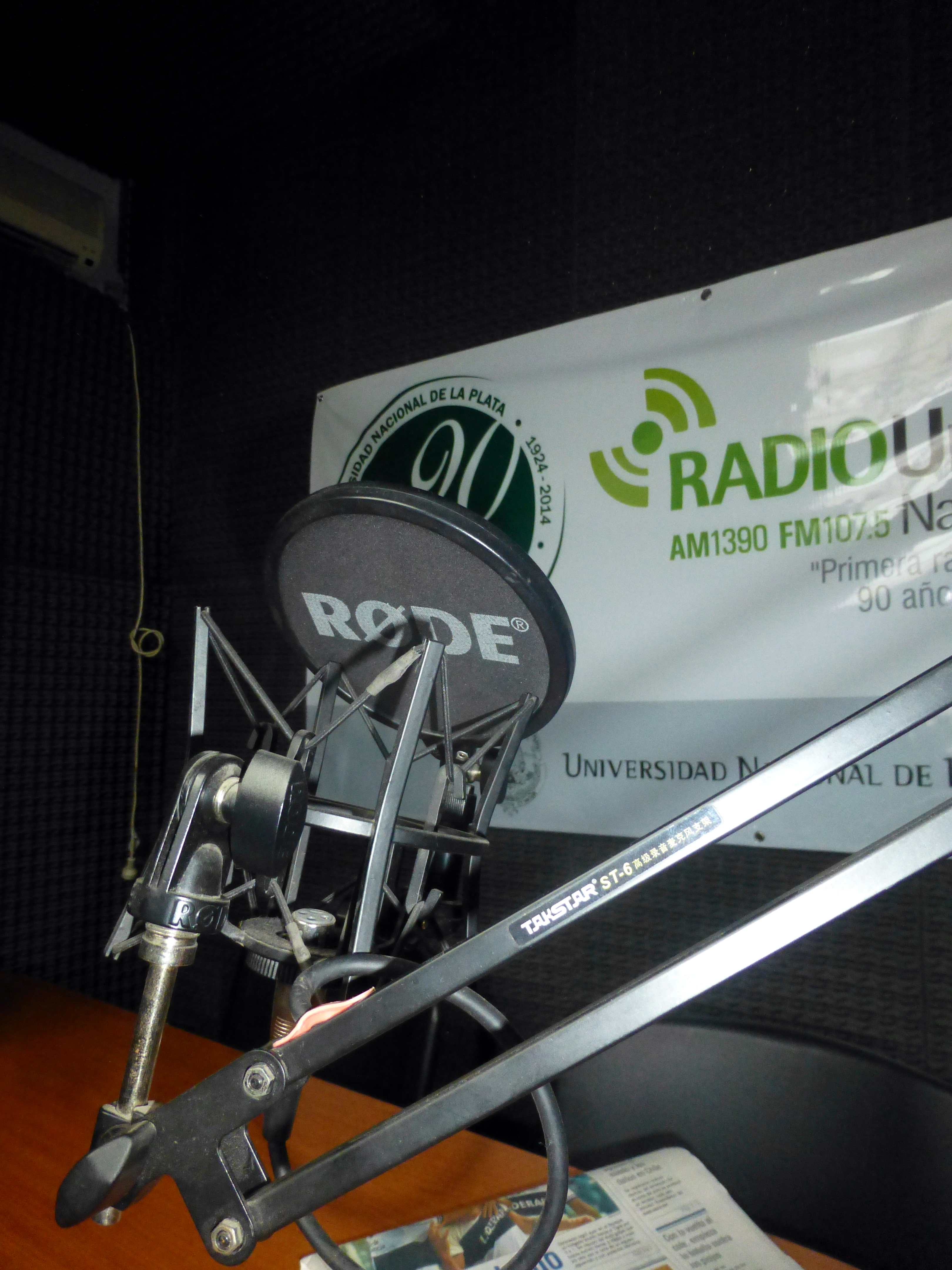
Radio Universidad ofrece streaming a través de Internet desde el año 2002.

El 26 de agosto de 2002 la programación de AM y FM comenzó a transmitirse en vivo a través de Internet a todo el mundo, desde el sitio radiouniversidad.unlp.edu.ar. Allí se puede encontrar un valioso patrimonio auditivo, que cuenta con la opinión de pensadores y expertos en distintas temáticas y problemas de la actualidad, documentales realizados por la emisora y conferencias dictadas en nuestra Casa de Altos Estudios, además de todo lo relativo a la programación de sus dos frecuencias. La página web es un nuevo nexo que LR11 establece con su audiencia, borrando las fronteras físicas y llegando a donde quiera que se encuentre algún integrante de la Universidad Nacional de La Plata.
En octubre de 2012, al cumplirse 3 años de la sanción de la Ley de Servicios de Comunicación Audiovisual, la presidenta de la Nación Cristina Fernández de Kirchner distinguió a Radio Universidad Nacional de La Plata por «su aporte a la libertad de expresión, la diversidad, la participación, el desarrollo y la pluralidad de voces». Recibió la distinción el entonces director ejecutivo, Santiago Albarracín.

## Espíritu

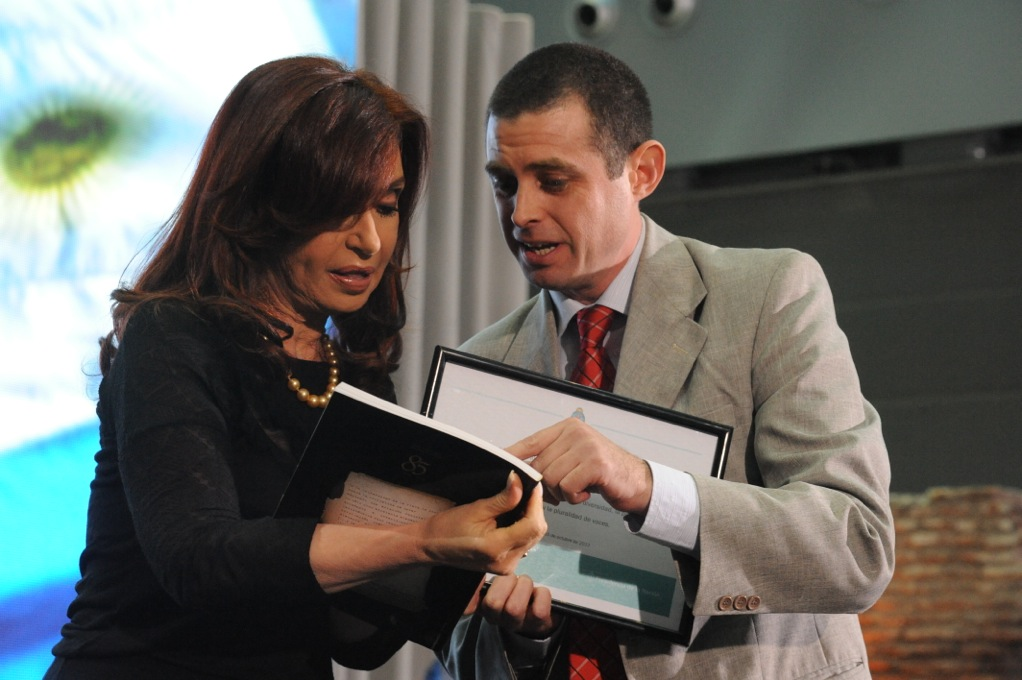
La presidenta de la Nación Argentina, Cristina Fernández de Kirchner, distinguió a Radio Universidad Nacional de La Plata. Recibió la distinción su director ejecutivo, Santiago Albarracín.

En su labor diaria, ofrece la posibilidad de vincular a los miembros de la comunidad universitaria entre sí y con la sociedad, llevando a cabo una tarea de extensión permanente al ofrecer los conocimientos universitarios en pos del bien social. Su rol, por tanto, no se limita a un canal de comunicación institucional, pero tampoco opera en lo masivo; oscila entre ambos espacios y tareas permanentes.
La programación está caracterizada por la variedad y la libertad a la hora de incluir propuestas de diversos géneros y formatos; siempre atravesada por una perspectiva universitaria propia de su identidad. En el aire prevalecen voces no radiofónicas, lo que da cuenta de la libertad de trabajo que esgrime. En este sentido, no son las voces lo que importan, sino los contenidos que ellas son capaces de transmitir. El objetivo de una programación amplia, es asegurar la pluralidad ideológica y el respeto a la libertad de expresión, pilares fundamentales de la radio desde su concepción.

## Programación
La programación de la radio está orientada principalmente a temas culturales, científicos, artísticos, realidades internacionales y deportivas, etc.
Entre los programas que más se han destacado en su historia se destacan Los libros de Jaime Sureda; Concierto de jazz, dirigido por Jorge Curubeto; Influencias (música), conducido por Sergio Pujol; Desde Israel conducido por Zule Kadichevski, y Desde Italia conducido por Haydee Benchini, dedicados a esos países que formaban parte de una serie de programas similares; Mediodía conducido por Nelly Buscaglia; El cine, conducido por Carlos Vallina; Concierto de Música Pop conducido por Roberto Parreño, que fue uno de los primeros en difundir a la conocida banda de rock platense Los Redonditos de Ricota, "Eco Deportivo", de donde surgieron Osvaldo Fanjul, Martín Pertierra, Nicolás Nardini y Alfredo Teruggi entre otros, y "Sin Vueltas", con Eduardo D'Argenio, Javier Garbulsky, Martín Pertierra y Mariano Pérez de Eulate, el ciclo de acústicos y entrevistas "El Anecdotario", conducido por Juan Manuel Galván, "Archivo de la palabra", "Radioalmuerzos", de Mario Sarlangue, "Ritmos y sones del Caribe", con Willy Dante, "Huella Errante", de Federico "Poni" Rossi.

### Ganadores del Martín Fierro Federal
Varios programas de Radio Universidad de La Plata han obtenido importantes reconocimientos entre ellos varios Martín Fierro Federal:
1991 - Concierto de jazz, conducido por Jorge Curubeto (Mejor Programa Musical Educativo)
1993 - Ritmos y sones del Caribe, conducido por Willy Dante (Mejor Musical Educativo)
1998 - Radioalmuerzos, conducido por Mario Sarlangue (Mejor Programa Periodístico y Mejor Labor Periodística)
1999 - Radioalmuerzos, conducido por Mario Sarlangue (Mejor Programa Periodístico y Mejor Labor en Conducción)
2001 - Radioalmuerzos, conducido por Mario Sarlangue (Mejor Labor Periodística)
2005 - Archivo de la memoria I
2006 - Archivo de la memoria II
2008 - Radioalmuerzos, conducido por Mario Sarlangue (Mejor Programa Periodístico)
2020 - Huella Errante, conducido por Federico "Poni" Rossi (Mejor Programa de Música Folklórica)
2023 - Huella Errante, conducido por Federico "Poni" Rossi (Mejor Programa de Música Folklórica)